# Polyrhachis illaudata
Polyrhachis illaudata é uma espécie de formiga do gênero Polyrhachis, pertencente à subfamília Formicinae.